# Ana Romero
Ana María Romero Moreno, comunemente nota come Willy (Siviglia, 14 giugno 1987), è un'ex calciatrice spagnola, di ruolo attaccante.

## Biografia
È legata sentimentalmente a Merel van Dongen, con la quale ha condiviso la maglia dell'Ajax per due stagioni, e che nel dicembre 2021 ha deciso di sposare.

## Palmarès

### Club
- Campionato olandese: 2

Ajax: 2016-2017, 2017-2018
- Campionato spagnolo: 4

Rayo Vallecano: 2008-2009, 2009-2010
Barcellona: 2013-2014, 2014-2015
- Coppa dei Paesi Bassi femminile: 2

Ajax: 2016-2017, 2017-2018
- Coppa della Regina: 2

Rayo Vallecano: 2008
Barcellona: 2014